# خوة (المهرة)

تعديل مصدري - تعديل

خوة هي إحدى قرى عزلة حبروت بمديرية شحن التابعة لمحافظة المهرة، بلغ تعداد سكانها 245 نسمة حسب تعداد اليمن لعام 2004.